# 鈴木康司 (大蔵官僚)
鈴木康司（すずき こうじ、1946年1月19日 - ）は日本の大蔵官僚、弁護士。血液型はB型。

## 来歴
北海道出身（父母も北海道）。北海道小樽潮陵高等学校、東京大学法学部卒業。1968年4月 大蔵省入省（国有財産局総務課）。同年6月 理財局国有財産総括課。1973年7月 潮来税務署長。1995年6月20日 関東財務局長。1996年1月5日 退官。1997年1月 （株）内外政策研究会代表。2002年に弁護士登録。2015年6月 越後交通（株）社外取締役。

## 略歴
- 1968年4月：大蔵省入省（国有財産局総務課）[2]。
- 1968年6月：理財局国有財産総括課[2]。
- 1969年10月：名古屋国税局調査査察部。
- 1970年8月：大臣官房調査企画課。
- 1971年7月：経済企画庁経済研究所。
- 1972年7月：主計局調査課予算科学分析係長[3]。
- 1973年7月：潮来税務署長。
- 1974年7月：防衛庁経理局会計課員。
- 1976年7月：関税局監視課長補佐。
- 1977年7月：国際金融局外資課長補佐。
- 1979年7月：経済企画庁調整局財政金融課長補佐。
- 1980年7月：理財局資金第一課長補佐。
- 1981年7月：理財局国債課長補佐。
- 1982年6月：大臣官房企画官 兼 大臣官房会計課。
- 1983年6月：東京税関成田税関支署長。
- 1984年6月：横浜税関総務部長。
- 1985年6月：国土庁計画・調整局特別調整課長。
- 1987年7月：関税局監視課長。
- 1988年6月：東京国税局総務部長。
- 1990年7月：理財局国有財産第一課長。
- 1991年6月：理財局国有財産総括課長。
- 1992年6月：福岡財務支局長
- 1994年7月：大臣官房審議官（理財局担当）。
- 1995年6月20日：関東財務局長。
- 1996年1月5日：退官。